# Ksenija Symonowa

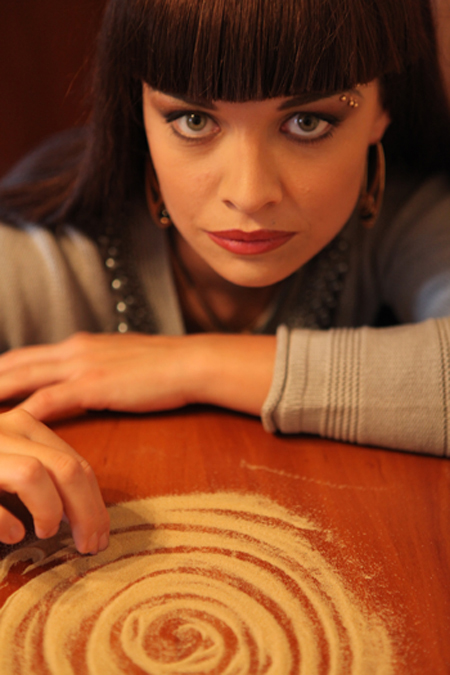
Ksenija Symonowa (2010)

Ksenija Oleksandriwna Symonowa (ukrainisch Ксенія Олександрівна Симонова; russisch Ксения Александровна Симонова; * 22. April 1985 in Jewpatorija, Ukrainische SSR) ist eine ukrainische Künstlerin, die sich mit Sandanimationen befasst. Mit ihren Sandanimationen wurde sie 2009 Gewinnerin der ukrainischen Version von Das Supertalent. International tritt sie mit der englischen Transkription Kseniya Simonova auf.
Die auf der Krim aufgewachsene Künstlerin verwendet gemahlenen Lava-Sand, weil dieser sehr feinkörnig ist. Ihre Animationen entstehen auf einem von unten beleuchteten Leuchttisch, auf dem ein Sandbett liegt. Die Dicke der aufliegenden Sandschicht lässt das durchscheinende Licht heller oder dunkler werden, das ihren Figuren die Form gibt. Die Oberfläche des Sandbettes wird bei ihren Präsentationen für große Zuschauerkreise sichtbar auf Großleinwände übertragen.
Mit ihren Händen zeichnet Symonowa Figuren, Personen und andere Dinge und erzählt durch immanentes Verändern, Wegwischen und Neuzeichnen Geschichten. Ihre Formsprache, Geschwindigkeit und Stilsicherheit versetzt die Zuschauer dabei in starke Emotionen bis hin zu Tränen.
Europaweit bekannt wurde sie, als sie 2011 beim Eurovision Song Contest in Düsseldorf den Auftritt der Ukrainerin Mika Newton begleitete.